# Denis Mathen
Denis Mathen (Namen, 29 oktober 1965) is een Belgisch politicus voor de MR en provinciegouverneur van Namen.

## Levensloop
Als licentiaat in de rechten aan de Université Catholique de Louvain werd Mathen beroepshalve jurist en ambtenaar voor het Waals Gewest. Hij was tevens attaché op het kabinet van minister-president van de Franse Gemeenschapsregering Hervé Hasquin.
Op jonge leeftijd trad Mathen toe tot de jongerenafdeling van de toenmalige Parti Réformateur Libéral, de Jeunes Réformateurs libéraux'. Van deze afdeling was hij van 1991 tot 1995 nationaal schatbewaarder en was er vanaf februari 1995 de voorzitter van.
In september 1996 werd hij gemeenteraadslid van Namen en was dit tot in 2007. Van 2000 tot 2006 was hij er eveneens schepen van Financiën. Van 2006 tot 2007 was hij MR-fractieleider in de gemeenteraad.
Van 2004 tot januari 2007 was hij namens het arrondissement Namen lid van het Waals Parlement en van het Parlement van de Franse Gemeenschap. Op 8 januari 2007 stopte hij met al zijn politieke functies om Amand Dalem op te volgen als provinciegouverneur van Namen. Omdat hij op een leeftijd van 41 jaar gouverneur werd, werd hij een van de jongste provinciegouverneurs in de Belgische geschiedenis.